# 1831
Het jaar 1831 is het 31e jaar in de 19e eeuw volgens de christelijke jaartelling.

## Gebeurtenissen
januari
- 1 - Het eerste nummer verschijnt van een door William Lloyd Garrison geredigeerd dagblad getiteld The Liberator (De Bevrijder), waarin een mededeling van de volgende inhoud staat: "Ik zal met man en macht streven naar de onmiddellijke vrijlating van alle slaven in de Verenigde Staten ... mijn denkbeelden, redevoeringen en artikelen over dit onderwerp wens ik niet te matigen ... ik vat de zaak ernstig op - ik zal er niet omheen draaien - ik zal niemand ontzien en ik zal niet terugkrabbelen, -en ik zal gehoord worden."
- 26 - Op de Conferentie van Londen over de Belgische opstand tegen koning Willem I der Nederlanden leggen de grootmachten aan de strijdende partijen het "januari-protocol" voor. Voorgesteld wordt, dat Nederland de grenzen van 1790 krijgt, Luxemburg behoudt en dat België 16/31 van de staatsschuld op zich moet nemen.

februari
- 2 - Na een conclaaf van 46 dagen wordt kardinaal Bartolomeo Alberto Cappellari gekozen tot paus Gregorius XVI.
- 3 - Het Nationaal Congres in Brussel kiest Lodewijk van Orléans tot koning der Belgen. Onder Britse druk weigert zijn vader, koning Lodewijk Filips I van Frankrijk, namens zijn zoon het ambt te aanvaarden.
- 5 - De 29-jarige Nederlandse marineofficier Jan van Speijk blaast in de haven van Antwerpen zijn eigen kanonneerboot vol munitie op teneinde te voorkomen dat het schip in handen van Belgische opstandelingen valt.
- 7 - Het Nationaal Congres rondt de debatten af en keurt de Belgische grondwet goed.
- 18 - De Nederlandse regering stemt in met het "januari-protocol".
- 25 - Het Voorlopig Bewind draagt de uitvoerende macht in België over aan de aangewezen regent Surlet de Chokier.

maart
- 10 - Oprichting van Frans Vreemdelingenlegioen.
- 29 - Het kruitmagazijn Stoelemat in Bergen op Zoom explodeert. 19 doden en 41 gewonden.
- 31 - De Rijnoeverstaten sluiten het Rijnvaartverdrag.

april
- 27 - Karel Albert wordt koning van Sardinië.
- 29 - Hertog Frederik van Saksen-Altenburg staat zijn land een grondwet toe.

mei
- 27 - Friedrich Wilhelm von Goedecke wordt benoemd tot voorzitter van de regeringsraad van Luxemburg.

juni
- 26 - De Conferentie van Londen trekt het "januari-protocol" in en legt aan Nederland en België de "XVIII artikelen" voor.

juli
- 9 - Het Nationaal Congres stemt voor goedkeuring van het Verdrag der XVIII artikelen en voldoet zo aan de voorwaarde van Leopold van Saksen Coburg om de Belgische troon te aanvaarden.
- 21 - Leopold I legt de eed af en wordt de eerste koning der Belgen.
- 21 - Berbice, Demerara en Essequibo worden samengevoegd tot Brits-Guiana.
- 28 - Leopold I doet zijn Blijde Intrede in Mechelen.

augustus
- 2 - Start van de Tiendaagse Veldtocht.
- 8 - De prins van Oranje verslaat het opstandige Maasleger in de Slag bij Hasselt.
- 12 - Nederland wint  de Slag bij Leuven, maar moet onder Franse dreiging een wapenstilstand accepteren.
- 14 - Twee dagen na het einde van de Tiendaagse veldtocht komt de optische telegraaf van Lipkens gereed, die het mogelijk maakt snel berichten vanuit Den Haag te seinen naar het hoofdkwartier in Breda.
- 21 - Begin van een slavenopstand in Virginia onder leiding van Nat Turner.
- 28 - Michael Faraday ontdekt de elektromagnetische inductie.

september
- 27 - De Griekse regent Ioannis Kapodistrias wordt in de voorlopige hoofdstad Nauplion neergeschoten. Hij sterft twee weken later aan zijn verwondingen. Deze moord heeft in de jonge staat een burgeroorlog tot gevolg.

oktober
- 3 - Eerste parlementsverkiezingen in het onafhankelijke België.

november
- 1 - Het Algemeen Handelsblad neemt zijn nieuwe onderkomen aan de Amsterdamse Nieuwezijds Voorburgwal 240 in gebruik. De gedempte gracht zal uitgroeien tot het Nederlandse Fleet Street.

december
- 27 - Charles Darwin vertrekt voor zijn historische reis met het schip de Beagle.
- december - In Ierland komt de Tiendenoorlog goed op stoom als tien Britse politiemannen in een hinderlaag worden gelokt en doodgeschoten.
- december - De cholera bereikt Engeland en duikt op in Sunderland, Gateshead en Newcastle.

zonder datum
- Ontdekking van chloroform tegelijk door Samuel Guthrie, Justus von Liebig en anderen. De toepassing als narcosestof laat nog een halve eeuw op zich wachten.
- John Edward Gray ontdekt een nieuwe diersoort, de Temmincks tragopan.

## Muziek
- 6 maart - De opera La sonnambula (De slaapwandelaarster), van Vincenzo Bellini gaat in première  in het Carcano-theater in Milaan.

### Publicaties
- Notre-Dame de Paris  van Victor Hugo. Een historische roman die in het Nederlands werd vertaald als De klokkenluider van de Notre-Dame.
- Metzengerstein van Edgar Allan Poe

## Bouwkunst

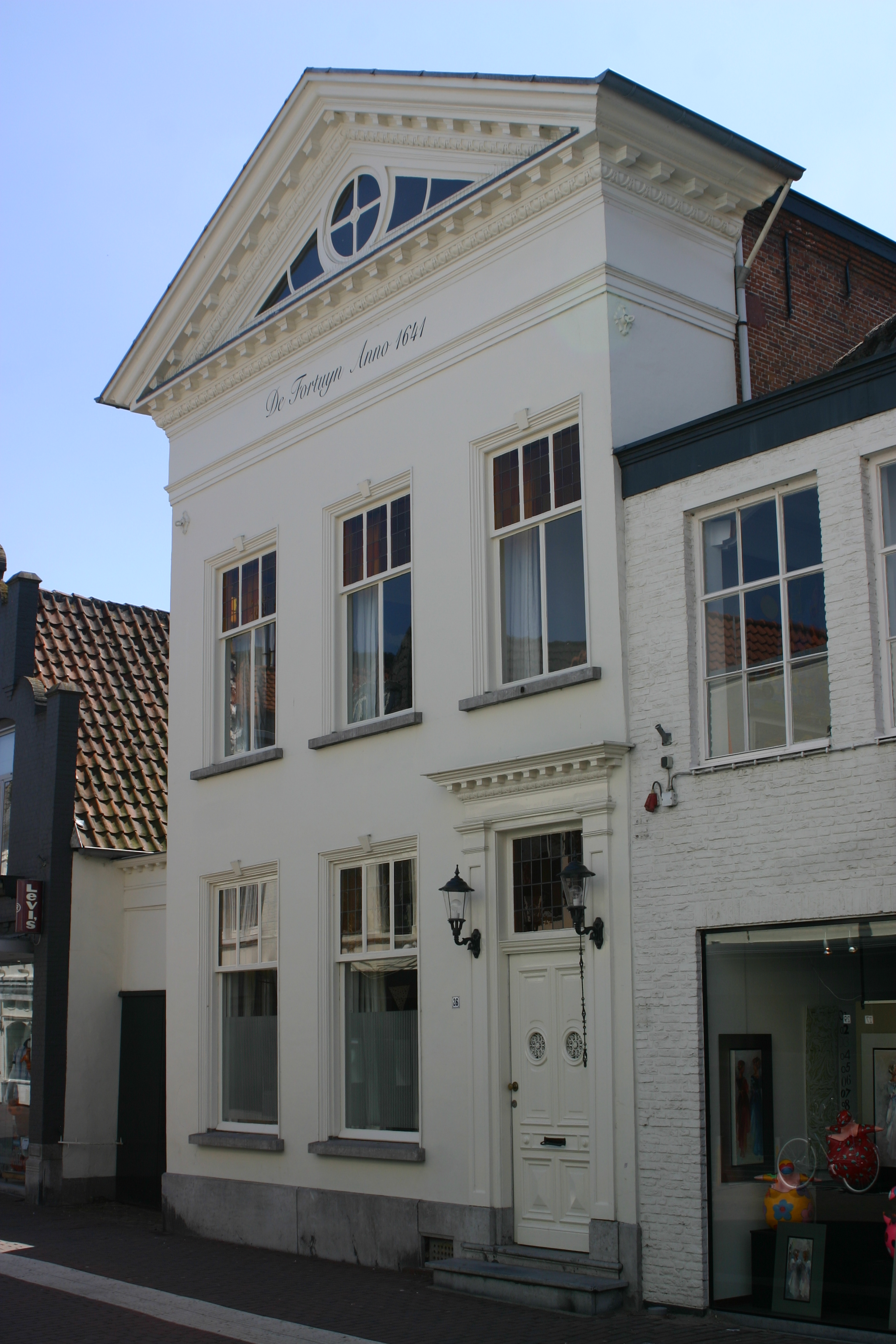
Woonhuis, Roosendaal (ca. 1831)

## Geboren
januari
- 29 - Mary Anne Barker, Brits schrijfster (overleden 1911)

februari
- 16 - Nikolaj Leskov, Russisch schrijver (overleden 1895)
- 23 - Hendrik Willem Mesdag, Nederlands schilder en museum-oprichter (overleden 1915)
- 24 - Leo von Caprivi, Duits militair en staatsman (overleden 1899)
- 27 - Nikolaj Ge, Russisch kunstschilder (overleden 1894)

maart
- 3 - George Pullman, Amerikaans uitvinder en industrieel (overleden 1897)

april
- 1 - Albert Anker, Zwitsers kunstschilder (overleden 1910)
- 8 - Allard Pierson, Nederlands predikant, theoloog en kunsthistoricus (overleden 1896)

juni
- 2 - Jan Gerard Palm, Curaçaos componist van klassieke Curaçaose muziek (overleden 1906)
- 13 - James Clerk Maxwell, Schots wis- en natuurkundige (overleden 1879)
- 18 - Peter Nicolai Arbo, Noors kunstschilder (overleden 1892)

juli
- 8 - John Pemberton, Amerikaans arts en apotheker; uitvinder van Coca Cola (overleden 1888)

augustus
- 10 - Adolphe de Chambrun, Frans diplomaat (overleden 1891)

september
- 19 - Uranie Alphonsine Colin-Libour, Frans kunstschilder (overleden 1916)

november
- 18 - Johannes Bosscha jr., Nederlands natuurkundige en hoogleraar (overleden 1911)
- 19 - James Garfield, 20e President van de Verenigde Staten (overleden 1881)

december
- 7 - Joanna Mary Boyce, Engels kunstschilderes (overleden 1861)
- 8 - John Brett, Engels kunstschilder (overleden 1902)

## Overleden
januari
- 6 - Rudolphe Kreutzer (64), Frans componist, violist, dirigent en muziekpedagoog
- 8 - František Vincenc Kramář (31), Moravisch componist, muziekpedagoog, kapelmeester en organist
- 28 - Wybrand Hendriks (86), Nederlands kunstschilder

februari
- 5 - Jan van Speijk (29), Nederlands kanonneerbootcommandant
- 14 - Henry Maudslay (59), Brits werktuigbouwkundige en uitvinder

maart
- 17 - Napoleon Lodewijk Bonaparte (26)

april
- 9 - Charles Etienne Coquebert-Montbret, Frans consul en directeur van de Douane in Nederland tijdens de Franse tijd
- 19 - Johann Gottlieb Friedrich von Bohnenberger (65), Duits astronoom, wis- en natuurkundige
- 21 - Josef August Schultes (58), Oostenrijks botanicus en hoogleraar
- 30 - Collet Barker (46), Britse militaire officier en ontdekkingsreiziger

mei
- 27 - Jedediah Smith (32), Amerikaans ontdekkingsreiziger

juni
- 8  - Sarah Siddons (75), Welsh actrice
- 26 - Mokare (circa 31), Aborigines gids

juli
- 4 - James Monroe (73), vijfde president van de Verenigde Staten

augustus
- 30 - Louise van Saksen-Gotha-Altenburg (30), Duits prinses

september
- 17 - José Manuel de Herrera (55), Mexicaans onafhankelijkheidsstrijder en minister van Buitenlandse Zaken

november
- 14 - Georg Wilhelm Friedrich Hegel (61), Duits filosoof
- 14 - Ignaz Pleyel (74), Oostenrijks componist

december
- 8 - James Hoban (circa 69), Amerikaans architect
- 10 - Thomas Seebeck (61), Duits natuurkundige
- 18 - Willem Bilderdijk (75), Nederlands letterkundige
- 22 - Charles Fraser (circa 43), Brits botanicus

onbekend
- Raphaël de Monachis (ca. 72), Egyptische wetenschapper